# Dôme (église)
Pour les articles homonymes, voir Dôme.

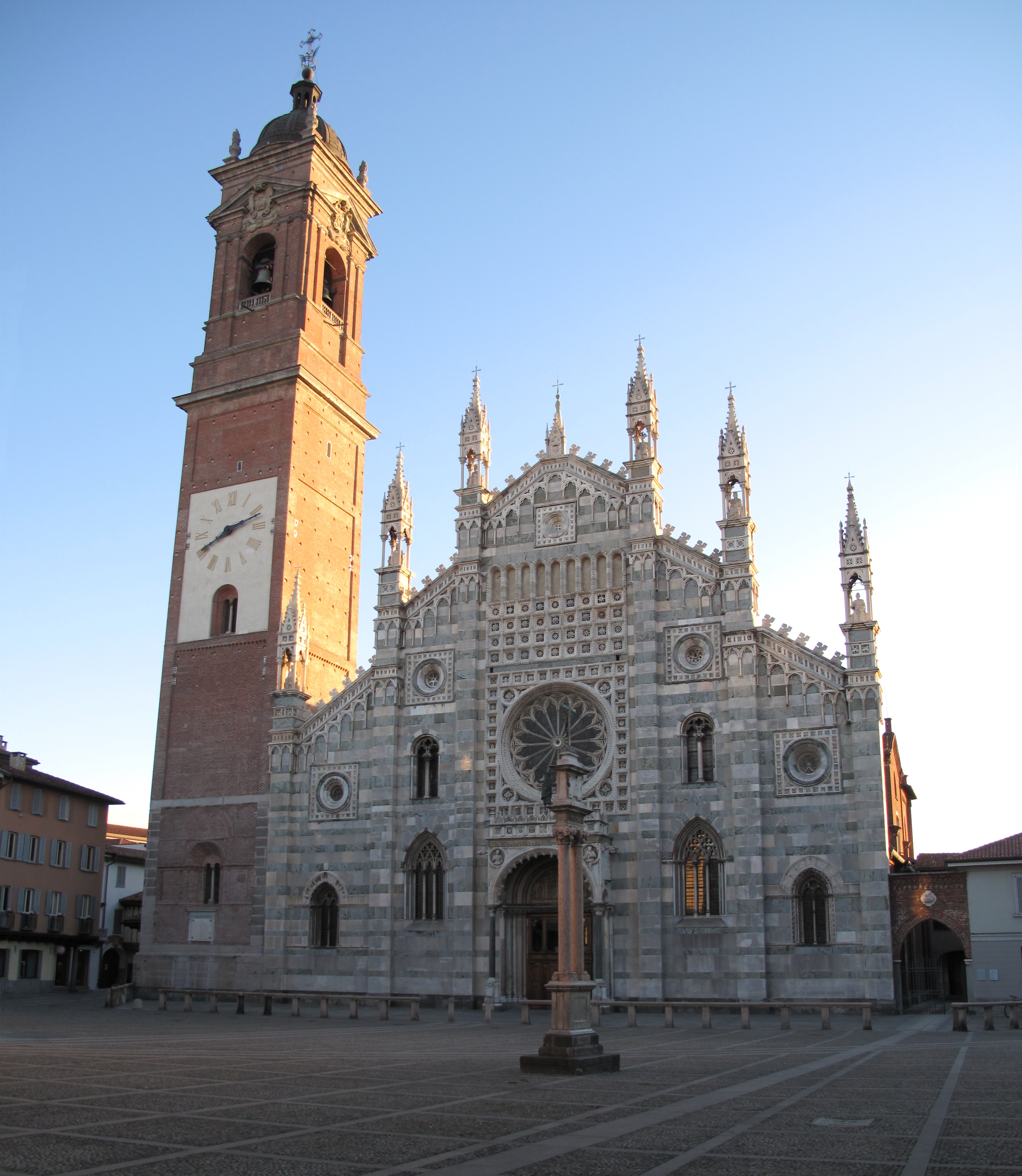
Dôme de Monza.

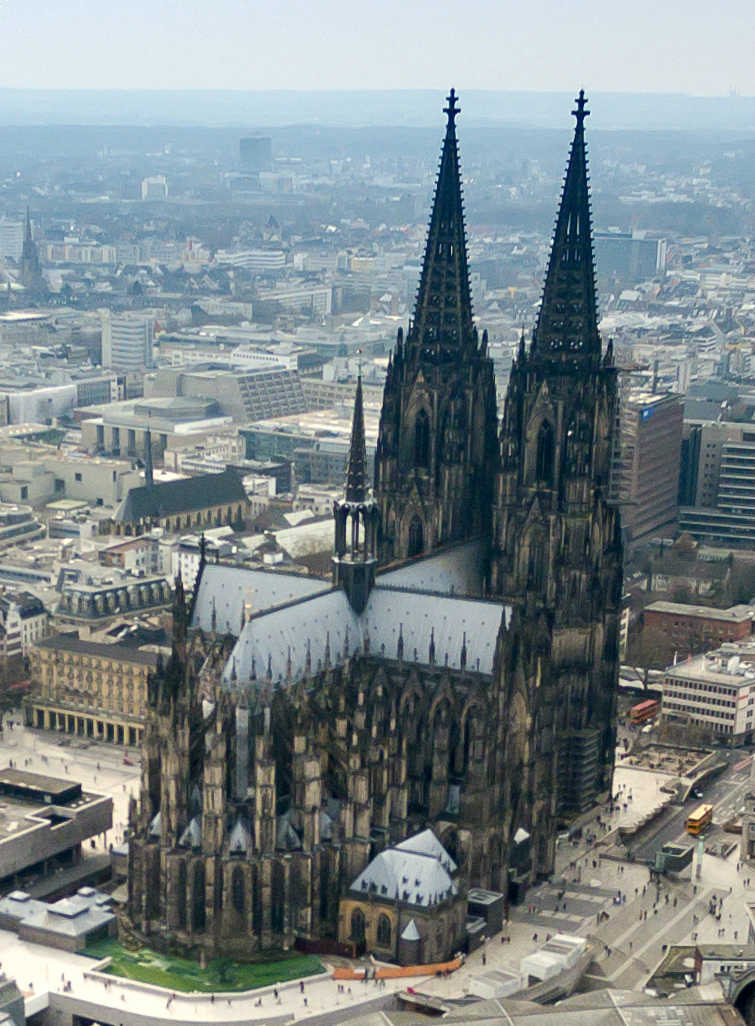
Cathédrale de Cologne.

Un dôme est dans plusieurs pays, particulièrement en Italie (duomo) et en Allemagne (dom), le nom donné à l'église principale de certaines villes, souvent une cathédrale.

## Étymologie
Le terme vient de l'italien duomo, qui provient lui-même du latin domus, « maison », dans le sens de « maison de Dieu ». Il n'y a pas de lien étymologique entre ce terme et son homonyme  qui désigne un toit de forme arrondie, si ce n'est la parenté au niveau de la racine indo-européenne *dṓm, « maison ».
Le terme se rencontre également en allemand : Dom, ainsi qu'en danois (domkirke), estonien (toomkirik), finnois (tuomiokirkko), hongrois (dóm), islandais (dómkirkja), letton (doms), polonais (tum), slovaque (dóm) et suédois (domkyrka).
Un dôme n'est pas forcément une cathédrale. Il peut également s'agir d'une pro-cathédrale ou même d'une église importante n'ayant jamais été cathédrale. En allemand, le terme Dom peut également désigner les collégiales. S'il s'agit de préciser le statut de cathédrale, il existe le terme italien cattedrale et le terme allemand Kathedrale.

## Exemples

### Italie
En Italie, les duomi de Florence, Lecce, Lucques ou Milan, par exemple, sont des cathédrales. Le duomo de Trevi (it) est une ancienne cathédrale. Le duomo de Monza n'est pas une cathédrale mais une basilique mineure (Monza fait partie de l'archidiocèse de Milan).

### Allemagne
La cathédrale de Cologne, par exemple, s'appelle en allemand Hohe Domkirche St. Peter und Maria, ou plus simplement Kölner Dom.